# 346 av. J.-C.
Cette page concerne l'année 346 av. J.-C. du calendrier julien proleptique.

## Événements
- Hiver 347-346 av. J.-C. : Philippe intervient en Thessalie. Son général Parménion commence le siège de Halos, allié d’Athènes, en conflit contre Pharsale[1].
- Janvier[2] : Phalaicos, qui a repris le pouvoir en Phocide, renvoie le contingent du stratège athénien Proxénos et Archidamos III qui devaient garder les Thermopyles[3].
- 12 mars[3] : première ambassade athénienne à Pella[4], sur proposition de Philocrate. Après le désastre d'Olynthe, Athènes est forcée de signer la paix avec Philippe II de Macédoine.
- 18-19 avril : l’assemblée athénienne accepte les propositions de paix de Philippe II de Macédoine[3].
- Avril : victoire de Philippe sur le roi thrace Kersobleptès à Hieron Oros ; ses États sont rattachés à la Macédoine[3].
- Mai-juin : 
  - Philippe, appel d’Isocrate au roi de Macédoine pour qu’il réconcilie les Grecs et qu’il conduise une guerre panhellénique contre les Perses[5].
  - Deuxième ambassade athénienne à Pella[4] ; le roi de Macédoine, occupé en Thrace, la fait attendre jusqu’au 17 juin[6]. Philippe ratifie la paix de Philocrate, négociée par Eschine, et prête serment à Phères, alors qu’il s’apprête à marcher sur les Thermopyles[7].

- Juillet : troisième ambassade athénienne auprès du roi de Macédoine[3], après que Démosthène ait dissuadé les Athéniens d’envoyer les secours demandés par Philippe, qui doit alors tenir ses engagements vis-à-vis des Thébains : il investit la Phocide et la remet aux mains des amphictyons. La Confédération phocidienne est dissoute, les villes sont rasées et la population dispersée en hameaux doit payer une amende de 60 talents par an pendant 67 ans[7].

- 22 juillet (28 juin du calendrier romain) : début à Rome du consulat de Marcus Valerius Corvus et Caius Poetelius Libo Visolus. Valerius Corvus vainc une coalition d'Antium et des Volsques révoltés et met à sac Satricum, ce qui lui vaut l'honneur d'un triomphe aux calendes de février de l'année suivante (16 février 345 av. J.-C.)[8].

- Août-septembre : Philippe remplace la Phocide au conseil des amphictyons, qu’il contrôle grâce aux Thessaliens. Il préside les Jeux pythiques à Delphes[9].

- 23 octobre : Orchomène, Coronée, Corsiai et d'autres villes de Béotie sont rendues aux Thébains qui les démantèlent ; les Thessaliens obtiennent Nicaea et la garde des places des Thermopyles[10]. De nouveau détruite, Orchomène est relevée par les Macédoniens après 338 av. J.-C..

- Début de l’automne : Sur la Paix, discours de Démosthène, qui parvient difficilement à persuader les Athéniens irrités contre Philippe de ne pas provoquer la guerre[11].

- Hiver 346-345 av. J.-C. : Contre Timarque, discours d'Eschine[11].

- Retour au pouvoir de Denys le Jeune à Syracuse. Hicétas, adversaire syracusain de Denys, installé à Léontinoi à la tête d’une petite armée, demande à la fois l’aide de Carthage et celle de Corinthe, métropole de Syracuse (346/345 av. J.-C.). Corinthe charge Timoléon de l’expédition. Il rassemble des mercenaires pendant que Carthage prend pied en Sicile[12]. Les Carthaginois concluent un accord avec Hicétas : en échange de l’aide fournie par Carthage pour expulser Denys de Syracuse, Hicétas leur reconnaîtra une zone d’influence élargie en Sicile. L’intervention de Timoléon embarrasse alors Carthage et Hicétas, qui cherchent en vain à le dissuader de disperser son armée.
- Mentor de Rhodes est fait prisonnier par les Perses au siège de Sidon. Il se range aux côtés d'Artaxerxès III. Sidon est incendiée après une révolte contre les Perses (fin 346-début 345 av. J.-C.)[13].

- En Chine, le royaume de Zhao au Hebei construit une muraille pour se protéger de Wei vers le sud après 346[14].

- Consécration de la statue d’Artémis Brauronia, sculptée  par Praxitèle, au Brauronéion de l'acropole d'Athènes[15].